# Zündfunk

Logo der Sendung

Der Zündfunk ist seit 1974 ein Magazin im Hörfunk des Bayerischen Rundfunks. Es wurde als „Jugendmagazin“ gegründet und gedieh 30 Jahre später zu einem etablierten Magazin. In den ersten 20 Jahren seines Bestehens fiel der Zündfunk wegen seiner für die damalige Radiolandschaft ungewöhnlich direkten Ansprache, der Vermittlung von Pop-Kultur und alternativer Literatur sowie seiner politisch-kritischen Berichterstattung auf. Viele der Autoren und Redakteure stiegen später in hohe Positionen innerhalb des BR und anderen Rundfunkanstalten auf. Etwa zur gleichen Zeit gegründete „Jugendwellen“ wie Point (Süddeutscher Rundfunk), SF-Beat (Sender Freies Berlin) und Radiothek (WDR) wurden eingestellt, weil sich die Idee des gegen den Mainstream arbeitenden Jugendfunks überlebt hatte.

## Geschichte

### Anfänge
Der Begriff „Zündfunk“ entstand im Rahmen eines Brainstormings der Jugendfunkredakteure im Jahr 1973. Als Favorit schälte sich „Funkzündung“ heraus. Dagmar Reim drehte schließlich das Wort zu „Zündfunk“ um. Am 2. Januar 1974 ging das Jugendprogramm auf Bayern 2 zum ersten Mal unter dem Titel „Zündfunk“ auf Sendung. Der Zündfunk lief Montag, Mittwoch und Freitag jeweils 30 Minuten. Zum Portfolio der Jugendfunkredaktion gehörten damals außerdem die Sendungen „Kontakt“, „Redaktion 4-32“, „Club 16“ (später: „Zündfunk Club“; Musikmagazin), „Playback Club 16“, „Pop Selection“ (monothematische Pop-Geschichte; den Sendetitel hat Julia Edenhofer erfunden), „Klickfunk“ (für die jüngeren Jugendlichen) und „Pop Sunday“ (Literatur und Rockmusik). Pop Sunday verstand sich als Gegenbewegung gegen den Kulturbetrieb, schöpfte viele Autoren aus der alternativen Literaturszene ab und war Keimzelle mehrerer Künstlerkarrieren.

### Politische Ausrichtung
Der Zündfunk entwickelte sich vom „Jugendfunk“ zu einem „modernen Zielgruppenprogramm mit unabhängigen und kritischen Inhalten“ weiter. Man griff seit den 1970er-Jahren politisch brisante Themen etwa in Sendungen über die „Haidhausener Krawalle“, die Proteste gegen die Wiederaufarbeitungsanlage Wackersdorf, gegen die Schließung von Jugendzentren, über den Deutschen Herbst 1977, die Anti-AKW-Proteste, den Mauerfall und das Wiederaufleben des Rechtsextremismus in den frühen 1990er-Jahren auf. Die Redaktion versuchte in Zeiten des Kalten Kriegs den Alltag in der DDR, jenseits von Todesstreifen und Mauer, aufzuzeigen.

### Konkurrenz zu Jugendwellen
In den 1980er-Jahren sah sich die Redaktion mit zusätzlichen Herausforderungen konfrontiert: Die Privatsender drängten mit Popmusik auf den Markt. Der Zündfunk positionierte sich auf dem immer härter umkämpften Radiomarkt als Alternative zu Hitsendungen für junge Hörer in anderen Programmen und neben Bayern 3, dem erfolgreichen Mainstream-Angebot des Bayerischen Rundfunks, indem er sich auf eine Berichterstattung abseits des Mainstreams konzentrierte. Punk, Heavy Metal, Techno fanden, wenn im Radio, dann im Zündfunk zuerst statt. Trends wie die „Hamburger Schule“ mit Bands wie Blumfeld oder Tocotronic und deutschsprachiger Rap wurden frühzeitig aufgegriffen.

### Neue Konzepte in den 1980ern

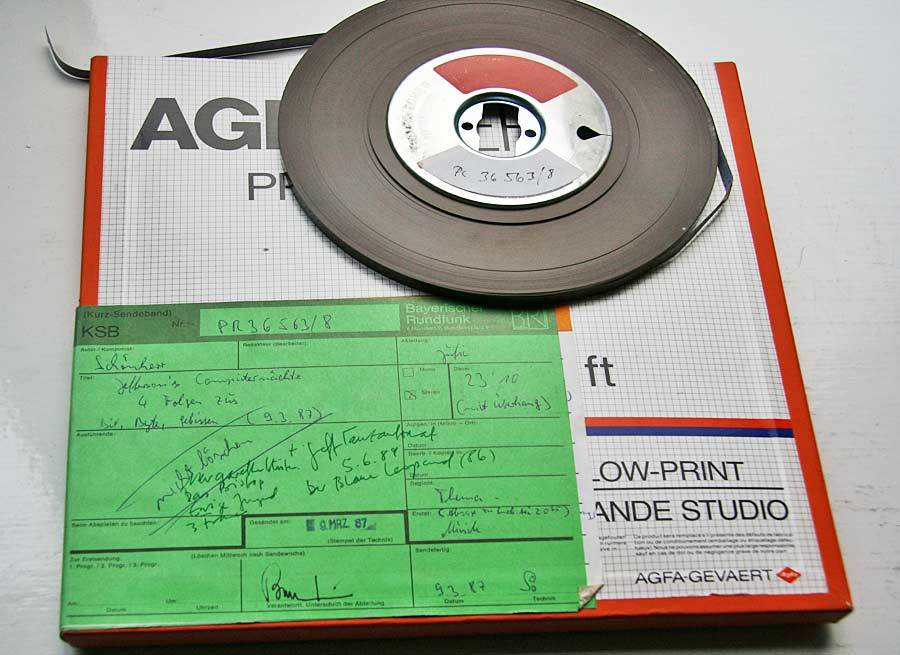
Zuspielband von „Bit, byte, gebissen“ am 9. März 1987. So ähnlich sahen in den 1980er Jahren alle Bänder aus, von denen vorproduzierte Elemente während der Live-Sendung eingespielt wurden.

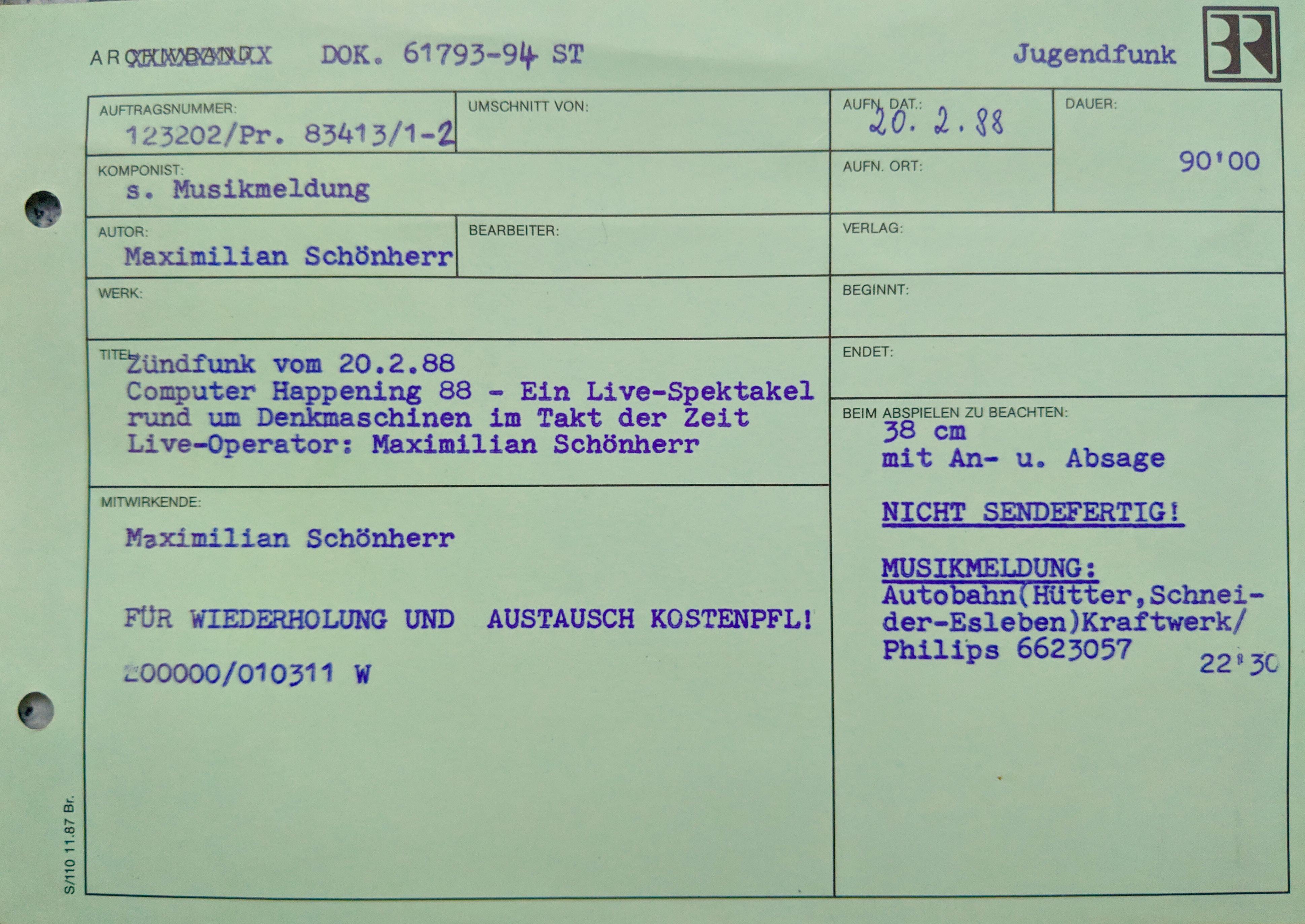
Bandpass einer Computersondersendung von Maximilian Schönherr (1988)

1978 übernahm Christoph Lindenmeyer die kommissarische und 1980 die volle Leitung der Redaktion Jugendfunk. Er prägte die Ausrichtung des Zündfunks bis zu seinem Wechsel ins Hörspiel 1988 und stieß mehrere innovative Projekte an, unter anderem das erste regelmäßige, nämlich wöchentliche Computermagazin im deutschsprachigen Hörfunk: Bit, byte, gebissen (Erstsendung 1984). Im Zündfunk entstanden zahlreiche, für die 1980er- und 1990er-Jahre innovative Konzepte, etwa
- die monothematischen Sendungen am Samstag, wo es, eingerahmt von Rockmusik, um große Themen wie „Die Kälte“ oder „P wie privat“ ging,
- Mitte der 1980er-Jahre die Vorstellung von unbekannten Musikern, die sich der neuen Technik des Homerecordings bedienten,
- zu Beginn der Techno-DJ-Kultur unmoderierte Sendungen mit damals weitgehend unbekannten DJs wie DJ Hell und Paul van Dyk
- von 1993 bis 1997 sendete der Zündfunk am Montag das „Radiotop“ mit stets offenem Hörertelefon, einem stumm im Studio sitzenden, meist schlafenden Co-Moderator und Musik zwischen Death Metal und Jungle.

### Nachwuchsförderung
Der Zündfunk fördert den bayerischen und überregionalen Musiker-Nachwuchs. Neben der On-air-Präsenz auch mit Demo-Kassetten-Tests (später im MP3-Format) oder den drei CDs „Unter Unserem Himmel“, auf denen sich Bayerns Popnachwuchs versammelte. Im Jahr 2002 rief der Zündfunk das Indoor-Festival „Bavarian Open“ ins Leben, das seitdem jeden Herbst im Funkhaus des Bayerischen Rundfunks in München stattfindet. Seit 2009 wird es als on3-Festival vom damals gestarteten BR-Jugendangebot on3 weitergeführt.

### Sondersendungen
Am 23. März 2012 verabschiedete sich der Zündfunk aus seinem angestammten Studio 12 vor dem Umzug in einen voll digitalen Sendekomplex mit einer zweistündigen Sondersendung unter dem Titel „Der analoge Salon“. Dabei wurde vollständig auf aufgezeichnete Programmelemente verzichtet: Musik, Jingles, Reportagen, gebaute Beiträge u. a. wurden also – in Anlehnung an die Anfangszeiten des Radios – live im Studio produziert.

### Initiative „Zündfunk retten!“

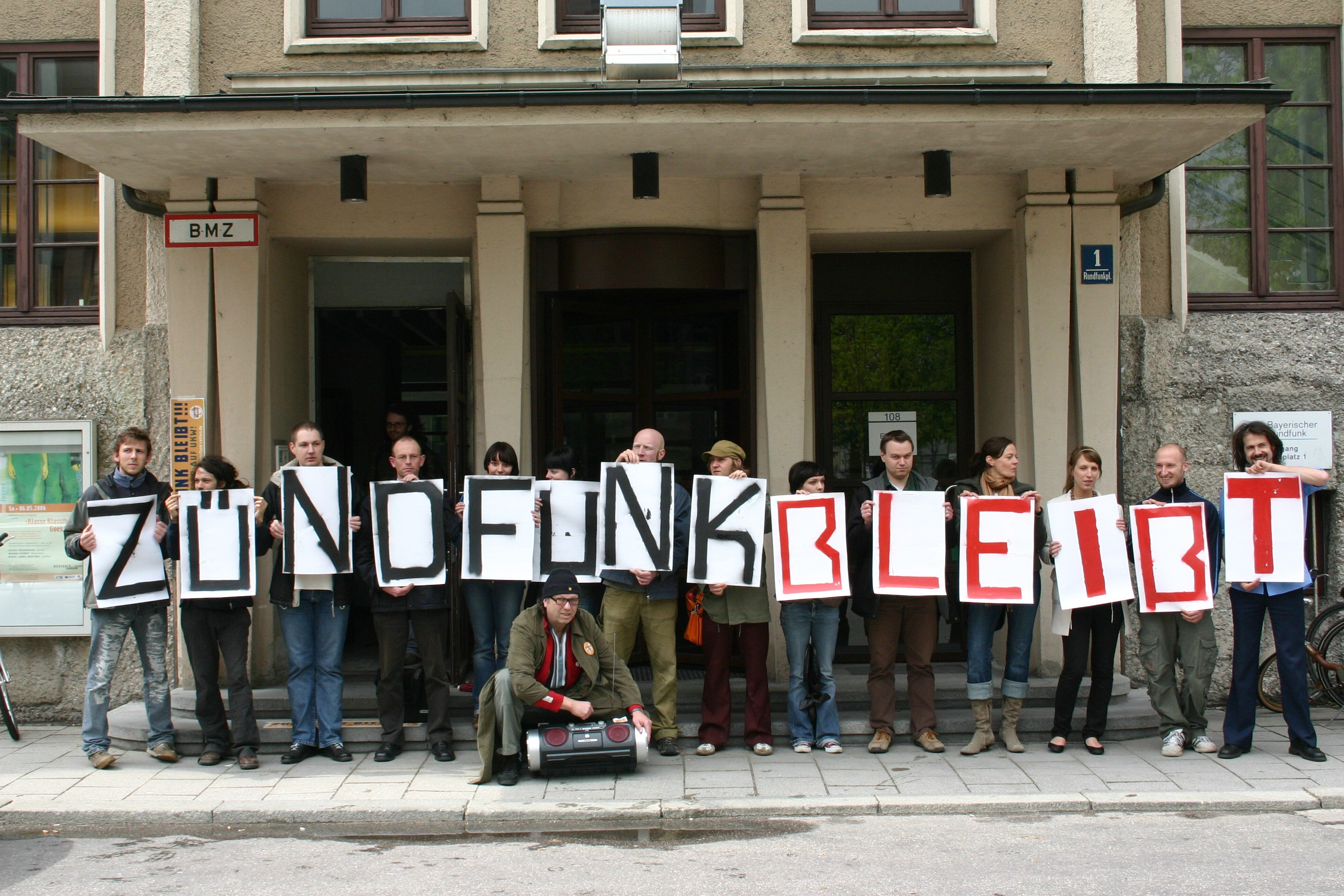
Demonstration vor dem BR-Funkhaus am 27. April 2006

Der BR erwog im Frühjahr 2006, den Zündfunk zugunsten einer eigenen Jugendwelle abzusetzen. Diese sollte über Internet und Digital Audio Broadcasting ausgestrahlt werden; mehrere Zeitungen, darunter SZ und taz berichteten, dass das Konzept am 27. April 2006 dem Hörfunkausschuss des Rundfunkrates vorgestellt wurde. Dagegen formierten Hörer der Sendung im April 2006 die Initiative Zündfunk retten!, die eine entsprechende Petition startete. Insgesamt wurden mehr als 11.000 Unterschriften (Stand Dezember 2006) gesammelt. Zahlreiche Prominente unterstützten die Aktion, darunter Elfriede Jelinek, Sandra Maischberger und Heribert Prantl. Um der Forderung Nachdruck zu verleihen, organisierte die Aktion auch ein Festival in der Münchner Muffathalle, bei dem 18 Bands und Künstler vor gut tausend Gästen spielten. Zudem appellierte man an den Rundfunkrat, die Sendung Zündfunk zu einem eigenen UKW-Programm auszubauen, da der Bayerische Rundfunk die einzige Hörfunkanstalt der ARD ohne eigenes Jugendprogramm ist. Dazu starteten sie eine Petition "Junge Welle auf UKW" zusammen mit dem Bayerischen Jugendring.

## Bedeutung des Zündfunk

### Wirkung
Die Wirkung des Zündfunks reicht weit über die regionale Verbreitung des Bayerischen Rundfunks hinaus, besonders seit die Sendungen über Webradio zu empfangen sind. Bei Umfragen von Musikzeitschriften wie Spex und de:Bug wird der Zündfunk immer wieder auf vordere Plätze unter den beliebtesten Rundfunksendungen gewählt. Die von konservativen Hörern als „links“ verschriene Ausrichtung der Sendung – eine chronische Diskussion der 1980er-Jahre –, sahen andere als Deckmäntelchen eines konservativen Senders, sich einen progressiven Anstrich zu geben. Ein Einfluss der Hörfunkdirektion auf die Inhalte war nicht wahrzunehmen; die Redaktion musste sich jedoch gegen zahlreiche Versuche wehren, die Sendungen zu verschieben und zu kürzen – nicht immer erfolgreich. In der Gesamtschau haben Sendungen des Jugendfunks an Bedeutung verloren, seit es ganze Wellen mit Rock-Musik und Teenager ansprechenden Themen gibt und das Internetradio mit einem konkurrenzlos breiten Angebot an Musik und Information zum Massenmedium wurde. ARD-weit ist der Zündfunk die einzig verbleibende Sendereihe unter der Flagge eines „Jugendfunks“. Die entsprechenden Sendungen, etwa „Point“ im Süddeutschen Rundfunk, die „Radiothek“ im WDR oder „SF Beat“ im Sender Freies Berlin wurden alle längst eingestellt. Im März 2012 gab der Sänger Sven Regener dem Zündfunk ein Interview zum Thema Urheberrecht und löste damit eine kontroverse Debatte aus.

### Auszeichnungen
Zündfunk-Sendungen wurden vielfach ausgezeichnet, u. a. mit dem Robert-Geisendörfer-Preis der Evangelischen Kirche, dem RIAS Award, dem Axel-Springer-Preis für junge Journalisten, dem New York Radio Festival Award in Silber und Gold, dem Glashauspreis der IG Medien, dem Bayerischen Rockpreis Pick Up 2003 und mit dem Journalistenpreis des Deutschen Kulturrates 2008. 2011 wurde der Journalist Marco Maurer für seine Zündfunk-Reportage „Mein Türke und ich“ mit dem Civis-Preis ausgezeichnet. Mehrere Mitarbeiter bekamen seit den 1980er Jahren den Kurt-Magnus-Preis, wie zum Beispiel 2012 der Zündfunk-Redakteur Christian Schiffer, der zudem 2015 den Prix Marulić erhielt.

### Bekannte Mitarbeiter
Bekannte Medienpersönlichkeiten wie die ARD-Talkerin Sandra Maischberger, der ZDF-Moderator Thomas Gottschalk, Lotto-Fee Franziska Reichenbacher oder die frühere Intendantin des Rundfunks Berlin-Brandenburg, Dagmar Reim, haben beim Zündfunk ihre ersten Erfahrungen im Hörfunk gesammelt. Schriftsteller, Dramaturgen und Filmemacher haben Beiträge für den Zündfunk geleistet: Max Goldt, Rainald Goetz, Friedrich Ani, Romuald Karmakar, Herbert Achternbusch, Elfriede Jelinek waren bereits früh in ihrer Karriere im Zündfunk zu hören. Der Schriftsteller Helmut Krausser stellte als 16-Jähriger in Pop Sunday „Dreizehn pessimistische Gedichte“ vor. Buchautor Thomas Meinecke moderierte seit Mitte der 1980er beim Zündfunk. Karl Bruckmaier gehörte zu den ganz frühen Musikmoderatoren des Zündfunks, wurde später Übersetzer und Hörspielregisseur. Nikolai von Koslowski, ein wichtiger Feature-Regisseure der ARD, war in den 1980er-Jahren Autor und Regisseur im Zündfunk. Ulrich Bassenge moderierte Musiksendungen im Zündfunk und wurde später Hörspielautor und - regisseur. Klaus Kastan sorgte als langjähriger Redakteur für eine politische Ausrichtung der Sendung, Mercedes Riederer, ebenfalls Redakteurin, lehrte später an der Deutschen Journalistenschule.

### Zündfunk Netzkongress
Am 28. November 2013 fand unter dem Titel „42“ im Münchner Volkstheater der erste Zündfunk-Netzkongress zu netzpolitischen Themen statt. Zu Gast waren unter anderem Neil Harbisson, Anke Domscheit-Berg, Wolfgang Nešković und Marina Weisband. Der Kongress findet seitdem jährlich statt. Unter den Referenten waren seitdem Sabine Leutheusser-Schnarrenberger, Shahak Shapira, Peter Sunde, Constanze Kurz, Linus Neumann, Markus Beckedahl, Martina Mara, Frank Rieger, Philipp Ruch u. a.

### City of Pop
Zum 30. Geburtstag des Zündfunks wurde eine Sonderausgabe des Magazins „19“ veröffentlicht: City of Pop I. In Zusammenarbeit mit der Zündfunk-Redaktion entwickelte die Münchner Agentur Designliga eine Informationsgrafik in Form einer imaginären Stadt, welche popkulturelle Zusammenhänge präsentiert. Die erste Ausgabe der City of Pop bildet über 800 Straßen und Plätze und über 350 individuelle, für die jeweiligen Künstler entwickelte, Icons ab. Auf der Rückseite der Karte sind die wichtigsten gesamtgesellschaftlichen Ereignisse in einem Zeitstrahl dargestellt. Die Pinakothek der Moderne nahm die Karte in ihre Neue Sammlung auf. Zum 40. Geburtstag des Zündfunks erschien 2013: Für diese Ausgabe wurde der Plan vollständig von Hand gezeichnet. Insgesamt wuchs die City of Pop auf über 1300 Straßen und Plätze, über 500 Icons kamen hinzu.

## Sendezeiten
Sendezeiten auf Bayern 2
- Montag bis Donnerstag und Samstag 19:05–20:00 Uhr (bis 1. Juli 2011: bis 20:30 Uhr)
- Freitag 19:05–21:00 Uhr
- Zündfunk Generator Sonntag 22:05–23:00 Uhr
- Nachtmix täglich 23:05–24:00 Uhr

## Logos
